# Matrinchã
| \| Matrinchã \|                       |
| Lage der Ortschaft Matrinchã in Goiás |
| Matrinchã                             |

| Matrinchã |

Matrinchã ist eine kleine brasilianische, politische Gemeinde im Bundesstaat Goiás in der Mesoregion Nordwest-Goiás und in der Mikroregion Rio Vermelho. Sie liegt westlich der brasilianischen Hauptstadt Brasília und nordwestlich von Goiânia, der Hauptstadt des Bundesstaates.

## Geographische Lage
Das Gemeindegebiet erstreckt sich entlang dem rechten, nördlichen Ufer des Rio Vermelho und grenzt an die Gemeinden:
- im Norden an Aruanã und Araguapaz
- im Osten an Faina
- im Süden an Goiás Velho und Itapirapuã
- im Westen an Britânia